# John Barnhill
John Anthony Barnhill (Sturgis, 20 marzo 1938 – 11 novembre 2013) è stato un cestista e allenatore di pallacanestro statunitense, professionista nella ABL, nella NBA e nella ABA.

## Carriera
Venne selezionato dai St. Louis Hawks all'undicesimo giro del Draft NBA 1959 (77ª scelta assoluta).

## Palmarès

### Giocatore
- Campionato ABA: 1

Indiana Pacers: 1970
- Campione NAIA (1957)
- Campione ABL (1962)